# Martha Argerich
Martha Argerich (Buenos Aires, 1941. június 5. –) argentin zongoraművész, egyike a korszak legnagyobb előadóművészeinek. Elnöke a Lake Como Nemzetközi Zongoraakadémiának, főigazgatója a Japánban megrendezett beppui Argerich Zenei Fesztivál és Találkozónak és állandó résztvevője a Luganói Fesztiválnak.

## A kezdeti évek
Argerich Argentínában született. Apai ágon a 18. században Argentínába települt Cosme Argerich katalán orvos, anyai részről pedig a cári Orosz Birodalomból a pogromok elől menekült zsidó család leszármazottja. Hároméves korában kezdett zongorázni Buenos Airesben. Ötévesen a neves Vincenzo Scaramuzza lett a tanára, aki személyisége lírai és érzékeny oldalát erősítette. Bemutatkozó koncertje 1949-ben volt, amikor Beethoven 1. zongoraversenyét adta elő, majd 1950-ben Mozart 20., d-moll zongoraversenyét és Bach G-dúr francia szvitjét (BWV 816) játszotta.
1955-ben családjával Európába költözött, ahol Ausztriában Friedrich Guldánál folytatta tanulmányait. Segítségül Juan Perón argentin elnök az ország bécsi nagykövetségén diplomáciai állást biztosított szülei számára. Martha Argerich tanárai később Stefan Askenase és Maria Curcio voltak. Utóbbi Artur Schnabel utolsó és legkedvesebb tanítványa volt. 1957-ben – tizenhét éves korában – mindössze három héten belül megnyerte mind a Genfi Nemzetközi Zenei Versenyt, mind a Ferruccio Busoni Nemzetközi Versenyt. Ekkor találkozott Arturo Benedetti Michelangelivel, aki később, amikor alig húszévesen művészi válságba került, kisegítette ebből, bár másfél év alatt csak négy órát adott számára. Legnagyobb hatású tanára mindazonáltal Gulda volt, akinek 18 hónapig volt a tanítványa.

## Karrierje

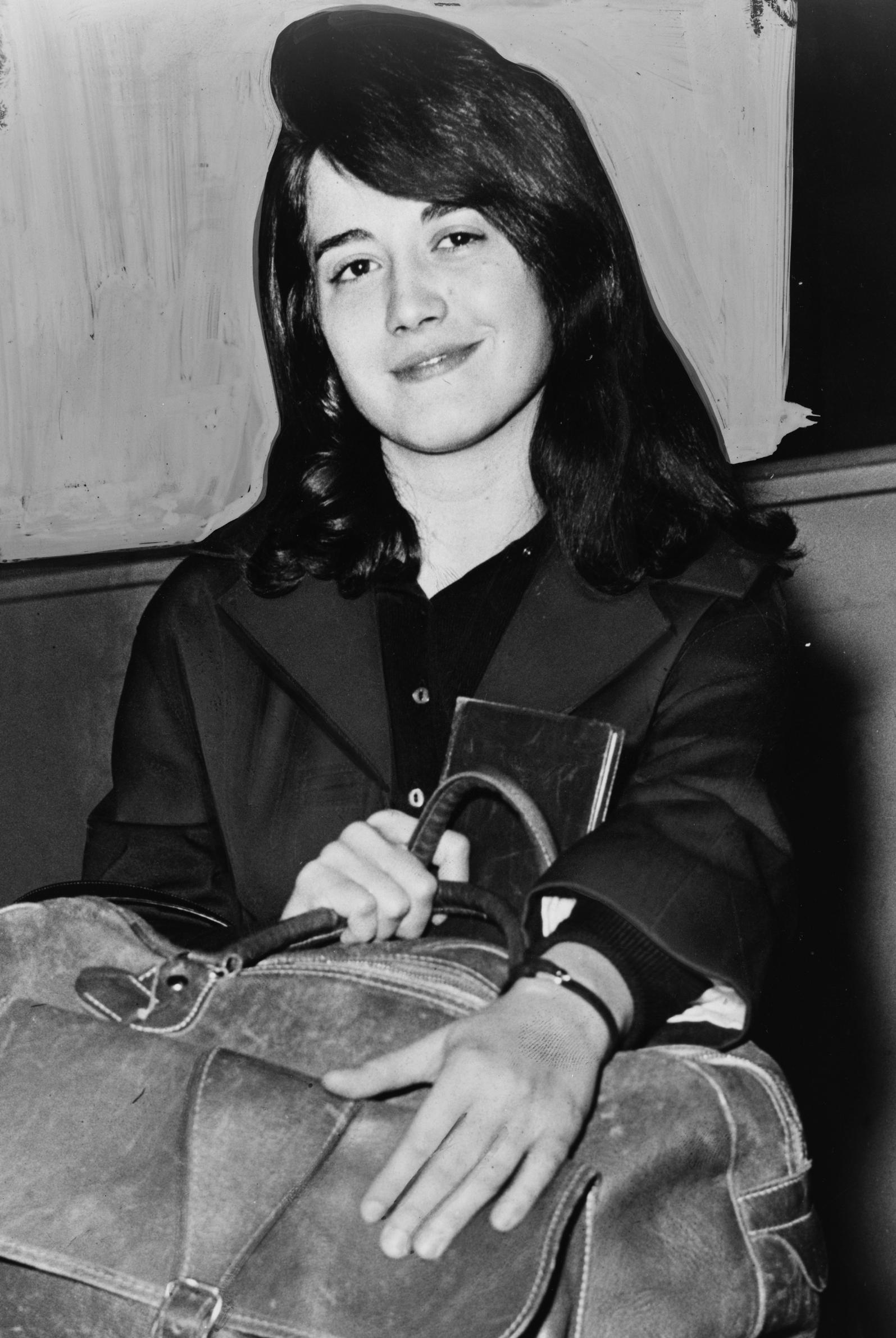
A 21 éves Martha Argerich 1962-ben

Argerich nemzetközi elismertsége 1965-ben, 24 éves korában, a hetedik Nemzetközi Frédéric Chopin Zongoraverseny megnyerésével kezdődött Varsóban. A versenyen a legmeggyőzőbb Chopin Op. 10, No. 1-es C-dúr etűdjének előadása volt.
Amerikában 1966-ban mutatkozott be, a Lincoln Center „Nagy előadók” sorozatában. Ebben az évben készítette első lemezfelvételét Chopin, Brahms, Ravel, Prokofjev és Liszt darabjaiból. Néhány év múlva felvette Chopin 3. szonátáját, Op. 53-as polonézét és más rövidebb darabokat. Zongoratechnikája félelmetes volt az ő korához képest, amit Vladimir Horowitzéval lehetett összevetni. Ifjúkori felvételei között mérföldkőnek számít Prokofjev Toccatája és Liszt 6. magyar rapszódiája.
Argerich – aki nem túl sűrűn adott interjút – a riportokban gyakran tett említést arról, hogy túl magányosan érzi magát a szólókoncerteken. Az 1980-as évektől ezért egyre kevesebb szólóhangversenyt adott, inkább a zongoraversenyek és a kamarazene-művek, szonáták voltak túlsúlyban. Felvételein gyakran szerepeltek 20. századi szerzők művei, különösen Prokofjev, Rahmanyinov és Messiaen darabjai. Versenymű-felvételei közül az egyik legemlékezetesebb Csajkovszkij b-moll zongoraversenye (a Bajor Rádió Szimfonikus zenekarát Kirill Kondrasin dirigálta, 1980. február), a másik Rahmanyinov 3. zongoraversenye (a Berlini Rádió Szimfonikus Zenekara, vezényelt Riccardo Chailly, 1982. december). Híres Prokofjev 3. zongoraversenyének művészi előadásáról is, amelynek kapcsán elmondta, hogy alvás közben tanulta meg, miközben szobatársa gyakorolta a darabot.
Argerich szívesen és elkötelezetten segítette a fiatal zongoristák bemutatkozását, saját, évenként ismétlődő luganói fesztiválján biztosított fellépési lehetőséget számukra, de azzal is, hogy több fontos nemzetközi zenei verseny munkájában vállalt zsűritagságot. Ennek eredményeként indult el például a horvát Ivo Pogorelić zongorista karrierje, akit az 1980-as varsói Chopin-versenyen a harmadik körben elutasítottak – Argerich heves tiltakozása ellenére, és aki ezért ott is hagyta a zsűrit. További pártfogoltjai között volt még Gabriela Montero és Sergio Tiempo is.
Előadóművészi tevékenysége mellett elnöke a Lake Como Nemzetközi Zongoraakadémiának, főigazgatója a Japánban megrendezett beppui Argerich Zenei Fesztivál és Találkozónak, állandó résztvevője a Luganói Fesztiválnak.

## Magánélete
Martha Argerich háromszor ment férjhez; mindhárom házasságából egy-egy lánygyermek született. Első férje Robert Chen zeneszerző-karmester volt, akitől Lyda Chen született, ma brácsaművész. Második férje a híres karmester, Charles Dutoit volt. Az 1969-től 1973-ig tartó házasságból Anna nevű lánya született. Harmadik férje Stephen Kovacevich zongorista volt; közös gyermekük Stephanie.

## Díjai, elismerései
- Order of the Rising Sun, Gold Rays with Rosette, 2005, Japán
- Praemium Imperiale, 2005, Japán
- Grammy-díj a legjobb hangszeres előadónak (zenekarral): Beethoven: 2. és 3. zongoraverseny. Martha Argerich – zongora, Claudio Abbado – karmester, Mahler Kamarazenekar, 2006
- Grammy-díj a legjobb kamarazenei előadásnak: Prokofjev: Hamupipőke-szvit két zongorára, Ravel: Lúdanyó meséi. Martha Argerich és Mihail Pletnyov, zongora, 2005
- Grammy-díj a legjobb hangszeres előadónak (zenekarral): Prokofjev: 1. és 3. zongoraverseny, Bartók: III. zongoraverseny. Charles Dutoit – karmester, Montreal Symphony Orchestra, 2000
- Claudio Arrau-emlékérem, 1997
- Nemzetközi Frédéric Chopin Zongoraverseny: 1. díj, 1965
- Ferruccio Busoni Nemzetközi Zongoraverseny: 1. díj, 1957[19]
- Genfi Nemzetközi Zenei Verseny: 1. díj, 1957

## Fordítás
- Ez a szócikk részben vagy egészben  a   Martha Argerich című angol Wikipédia-szócikk ezen változatának fordításán alapul.  Az eredeti cikk szerkesztőit annak laptörténete sorolja fel. Ez a jelzés csupán a megfogalmazás eredetét és a szerzői jogokat jelzi, nem szolgál a cikkben szereplő információk forrásmegjelöléseként.